# José Villaverde Fernández
José Villaverde Fernández (Ciudad Real, 1763 - Salamanca, 28 de enero de 1825), dramaturgo español.

## Biografía
Estudió humanidades en Ciudad Real, pero un conflicto escolar le llevó a escapar de su familia y enrolarse en el ejército. Después pasó a Salamanca, donde se casó con la hija de un zapatero, Isabel Arroyo. Aficionado a la lectura de poetas e historiadores, escribió varias piezas dramáticas: La maldad aun entre infieles halla castigos crueles o Zoraida reina de Túnez, estrenada el 15 de diciembre de 1792 e impresa al año siguiente en Alcalá de Henares; El herrero de Ciudad Real, impresa en Salamanca sin año; Alfonso VIII en Alarcos (Salamanca, 1794). Su primera obra, sin embargo, parece ser El bastardo de Suecia (Salamanca, 1791), representada el tres de febrero de 1792 y que se singulariza por no tener papeles femeninos. Escribió también una comedia, El médico supuesto, que fue representada el 1º de julio de 1791 y loas y entremeses para representaciones caseras que se han perdido.